# Irène Savolon
Irène Savollon, née le 4 juillet 1891 à Brizambourg et morte le 22 janvier 1972 au Havre, est une plongeuse française.

## Carrière
Elle est médaillée d'argent en haut vol à 10 mètres aux Championnats d'Europe de natation 1927 à Bologne.